# 津田和彦
津田 和彦（つだ かずひこ、1962年8月9日 - ）は、日本の経営システム工学者、プログラマ。筑波大学大学院ビジネス科学研究科教授。GSSM筑波代表取締役、インフォコム取締役。

## 人物・経歴
1986年徳島大学工学部情報工学科卒業、三菱電機入社。1991年住友金属工業入社。1994年徳島大学大学院工学研究科システム工学修了、博士（工学）。1998年筑波大学社会工学系助教授。2004年GSSM筑波を設立し、代表取締役に就任。2005年筑波大学大学院ビジネス科学研究科教授。2006年筑波大学大学院企業科学専攻長。2013年インフォコム技術アドバイザー。2014年インフォコム取締役。専門は自然言語理解、情報検索、ソフトウェア工学、データ構造とアルゴリズムで、ワープロソフトの開発者としても知られた。

## 著書
- 『情報検索アルゴリズム』（北研二, 獅々堀正幹と共著）共立出版 2002年
- 『コンピュータアルゴリズム』（望月久稔, 泓田正雄と共著）共立出版 2006年